# پابلو عایشا
پابلو عایشا (انگلیسی: Pablo Insua؛ زادهٔ ۹ سپتامبر ۱۹۹۳) بازیکن فوتبال اهل اسپانیا است.
از باشگاه‌هایی که در آن بازی کرده‌است می‌توان به باشگاه فوتبال دپورتیوو لاکرونیا، باشگاه فوتبال شالکه ۰۴، و باشگاه فوتبال لگانس اشاره کرد.
وی همچنین در تیم‌های ملی فوتبال زیر ۱۹ سال اسپانیا و زیر ۲۰ سال اسپانیا بازی کرده‌است.